# Regione metropolitana di Bangkok

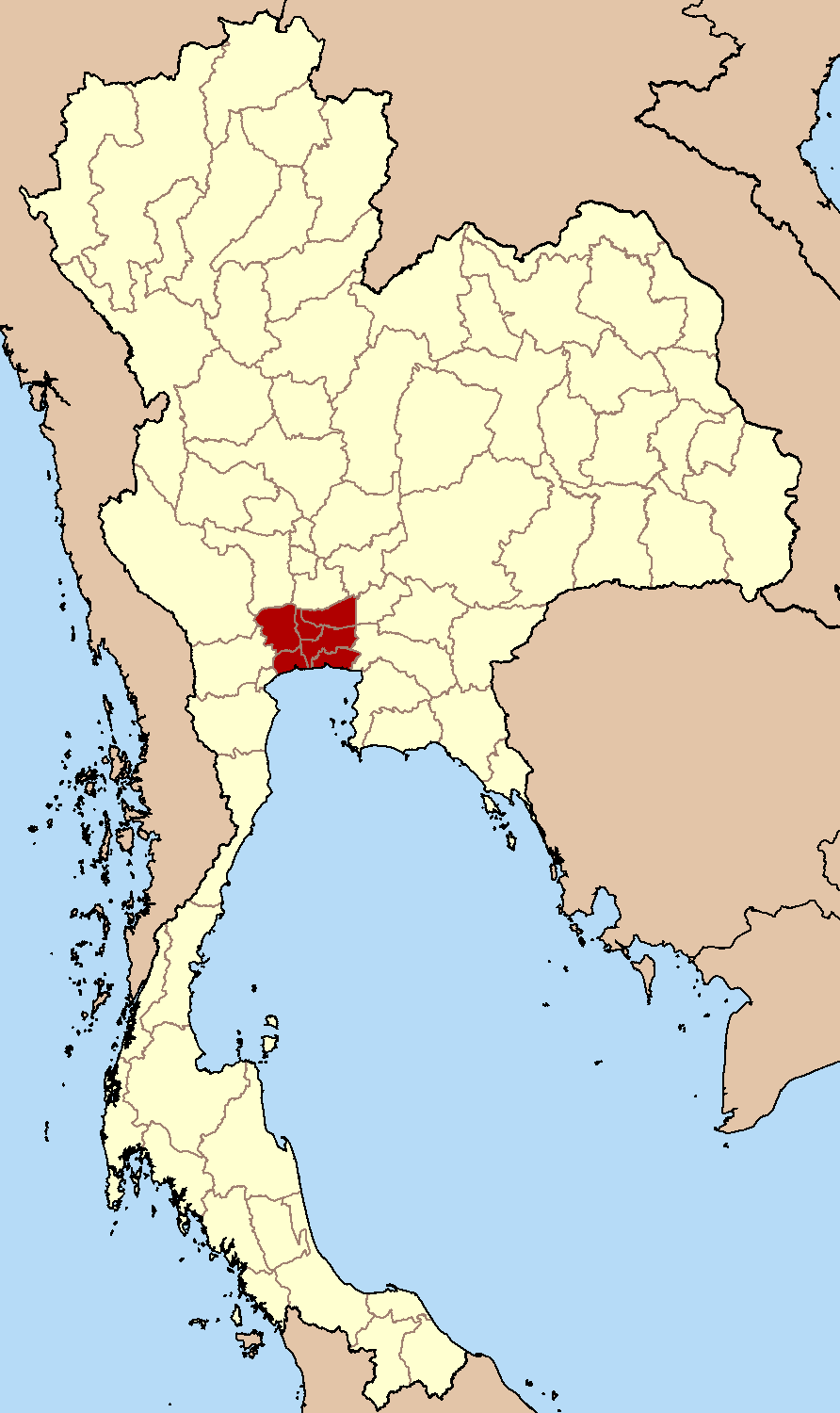
Regione metropolitana di Bangkok

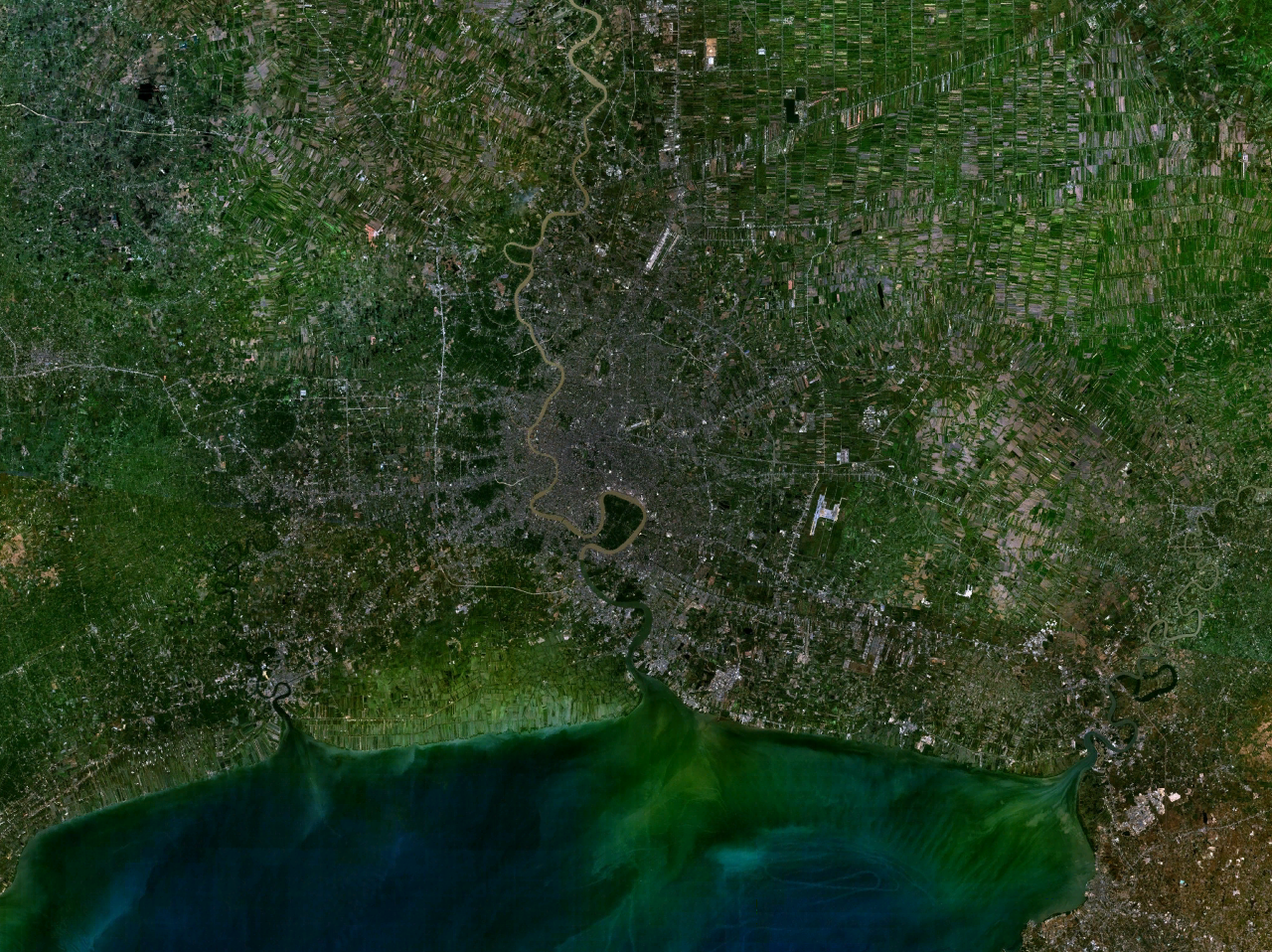
Immagine satellitare della regione

La Regione metropolitana di Bangkok (in thailandese กรุงเทพมหานครและปริมณฑล, krung thep maha nakhon lae parimonthon, letteralmente: metropoli di Bangkok e perimetro) è il grande agglomerato urbano che comprende la metropoli di Bangkok, capitale della Thailandia, e le circostanti province di Nakhon Pathom, Pathum Thani, Nonthaburi, Samut Prakan e Samut Sakhon. Si trova nella parte meridionale della Thailandia Centrale, si affaccia sul Golfo di Thailandia e si estende su una superficie di 7 758 km²; secondo il censimento thailandese del 2010, comprendeva 14 565 520 abitanti, pari al 22,24% dell'intera popolazione thailandese. Trainata dalla capitale, centro del potere politico, economico e amministrativo del paese, la regione metropolitana produceva nel 2004 più della metà della ricchezza materiale thailandese.
La regione metropolitana di Bangkok non va confusa con la stessa Bangkok, che secondo l'ordinamento amministrativo thailandese ha lo status di metropoli (in thailandese มหานคร, maha nakhon), equivalente a quello delle province. Sia Bangkok che ognuna delle province della regione metropolitana hanno un proprio governo, mentre la regione non dispone di un proprio ente amministrativo che ne regoli la pianificazione, la gestione e lo sviluppo. Lo sviluppo regionale rientra tra i compiti delle agenzie governative di Stato del Dipartimento per la pianificazione di città e campagne e del Consiglio nazionale per lo sviluppo economico e sociale. Le autorità di Bangkok predispongono i piani regolatori per la città, che non hanno un impatto significativo sullo sviluppo della regione metropolitana.

## Storia

### Premesse
Bangkok fu fondata nel 1782, 15 anni dopo la distruzione della capitale storica Ayutthaya da parte dei birmani. In quei 15 anni la capitale fu Thonburi, che è oggi il popoloso agglomerato parte di Bangkok sulla sponda ovest del fiume Chao Phraya. Subito Bangkok divenne capitale e il centro più importante del Siam, l'antico nome dalla Thailandia, attraendo un crescente numero di abitanti provenienti dalle aree rurali del paese e dall'estero. Lo sviluppo dei nuovi insediamenti periferici ha avuto luogo inizialmente lungo le tre principali arterie stradali nazionali, costruite negli anni 1930, le strade Sukhumvit, Phahon Yothin e Peth Kasem, che collegano Bangkok rispettivamente con l'est, il nord e il sud del paese. Altre infrastrutture che favorirono l'espansione edilizia furono l'aeroporto di Don Muang a nord e il porto di Khlong Toei a sud-est. Nella prima metà del XX secolo si registrò un notevole boom demografico in Thailandia. Nel 1972 fu fondata l'amministrazione metropolitana di Bangkok, con la fusione delle province di Thonburi e Phra Nakhon, quest'ultima era di fatto la vecchia Bangkok.

### La formazione della Regione metropolitana
L'urbanizzazione verso Bangkok divenne un fenomeno di grande portata a partire dagli anni 1970 di pari passo con l'industrializzazione del paese, favorita dagli investimenti statunitensi. Ebbe ulteriore impulso nel decennio successivo con la fine della guerra fredda e la liberalizzazione degli scambi commerciali con i Paesi vicini; nel giro di pochi anni il Prodotto Interno Lordo pro/capite fu triplicato. L'economia rurale perse progressivamente di importanza e i contadini si riversarono nella capitale per diventare la forza lavoro delle nuove industrie. Si stima che in quegli anni Bangkok abbia triplicato il numero di abitanti raggiungendo gli 11 milioni, 40 volte di più di Nakhon Ratchasima, il secondo centro più popolato della Thailandia.
Nella seconda metà degli anni ottanta si iniziò a costruire nuove zone industriali nelle province attorno a Bangkok che fanno oggi parte della regione metropolitana e anche nelle province attigue. Nei pressi degli stabilimenti sorsero nuovi alloggi per gli operai. Una parte della nuova classe media che si era venuta a creare iniziò a investire i propri soldi nelle aree rurali della periferia della capitale dando il via alla costruzione di nuovi edifici dove c'erano i terreni agricoli. Nel giro di pochi anni industrie, case, autostrade, campi da golf, dighe e centrali elettriche destinate a rifornire gli abitanti della città presero il posto dei campi. Dal 1978 al 2000, il fabbisogno di acqua degli abitanti di Bangkok crebbe da 0,5 a 7,5 milioni di m³ al giorno. Negli anni novanta la crisi del settore agricolo spinse a Bangkok nuovi contadini, soprattutto del Nordest, con gli addetti alla forza lavoro nel settore manifatturiero, provenienti anche dai paesi vicini, che si raddoppiarono in pochi anni. L'alto costo delle abitazioni e dei terreni a Bangkok ha spinto anche molti degli abitanti della capitale a trasferirsi nelle province vicine, dove i prezzi sono più contenuti.
Tabella comparativa
| Area amministrativa | Superficie km² | Popolazione (censimento 2000) | Popolazione (censimento 2010) | Aumento % (2000-2010) | Popolazione (stima del 2017, Uff. naz. statist.) | Densità: abitanti/km² (stima del 2017, Uff. naz. statist.) |
| ------------------- | -------------- | ----------------------------- | ----------------------------- | --------------------- | ------------------------------------------------ | ---------------------------------------------------------- |
| Bangkok metropoli   | 1.568,737      | 6.355.144                     | 8.249.117                     | +29,80                | 8.750.600                                        | 5.578                                                      |
| Nonthaburi          | 622,30         | 816.614                       | 1.333.623                     | +63,31                | 1.549.000                                        | 2.489                                                      |
| Samut Prakan        | 1.004,50       | 1.028.401                     | 1.828.044                     | +77,76                | 2.089.200                                        | 2.080                                                      |
| Pathum Thani        | 1.525,90       | 677.649                       | 1.326.617                     | +95,77                | 1.495.100                                        | 979                                                        |
| Samut Sakhon        | 872,30         | 466.281                       | 885.559                       | +89,92                | 971.200                                          | 1114                                                       |
| Nakhon Pathom       | 2.168,30       | 815.122                       | 942.560                       | +15,63                | 1.079.400                                        | 497                                                        |
| Totale              | 7.762          | 10.159.211                    | 14.565.520                    | +43,37                | 15.931,300                                       | 2.053                                                      |

### Nuovi insediamenti nelle zone attigue alla regione
La politica di decentramento industriale messa in atto dal governo thailandese negli anni successivi ha favorito lo sviluppo di altre province vicine alla regione metropolitana, in particolare quelle di Chonburi e Chachoengsao della costa orientale, che assieme alla regione metropolitana formano la cosiddetta Mega-regione urbana di Bangkok. Sono collegate alla capitale con moderne autostrade e un efficiente sistema ferroviario di treni merci soprattutto per raggiungere il porto di Laem Chabang, costruito nel 1981 per decongestionare quello di Bangkok Kloeng Toei. Sin dalla sua inaugurazione, il nuovo grande porto ha spedito e ricevuto la maggior parte dei container internazionali diventando il più trafficato della Thailandia. Negli anni successivi a Laem Chabang è transitato un crescente numero di navi mercantili e nel 2016 era il 22º più trafficato al mondo.
Anche il nuovo grande aeroporto Internazionale di Bangkok-Suvarnabhumi, inaugurato nel 2006, è stato costruito in direzione della costa orientale. Con la sua grande zona industriale e con due porti nei suoi confini, la provincia di Chonburi produceva negli anni 2000 il 5% della ricchezza nazionale. Secondo alcuni, la Mega-regione urbana di Bangkok comprende anche la provincia di Rayong, che si trova sulla costa orientale dopo quella di Chonburi, e quelle di Ayutthaya e Ratchaburi, rispettivamente a nord e a ovest di Bangkok.

## Problemi legati allo sviluppo e all'urbanizzazione
Il repentino aumento della popolazione e le grandi trasformazioni subite da Bangkok e dintorni a partire dalla seconda metà del XX secolo hanno portato con sé seri problemi. Lo sviluppo urbano ed economico è avvenuto senza un'adeguata programmazione fino alla metà degli anni 1980. La zona è diventata particolarmente congestionata e soffre di una carenza di infrastrutture adeguate alla sua crescita soprattutto se si confronta lo sviluppo di Bangkok a quello di altre metropoli del Sudest asiatico e dell'Estremo Oriente. I governi thailandesi hanno cercato di porre rimedio a questo problema costruendo superstrade, grattacieli, metropolitane ecc. Anche questa fase è stata realizzata senza adeguata programmazione da parte dei politici, preoccupati più a favorire i propri interessi personali che ad attuare un piano regolatore funzionale. I nuovi insediamenti creati a partire dagli anni 1970 alla periferia di Bangkok soffrirono per l'indiscriminato sviluppo stradale e sono rimasti avulsi dal contesto metropolitano. Tra i problemi più gravi di cui soffre la regione vi sono quelli abitativi, il traffico, l'inquinamento e le inondazioni.